# Monster Hunter Freedom 2
Monster Hunter Freedom 2, connu au Japon sous le nom Monster Hunter Portable 2nd (モンスターハンターポータブル 2nd, monsutā hantā pōtaburu 2nd), est un jeu vidéo de type action-RPG développé par Capcom Production Studio 1 et édité par Capcom sur PlayStation Portable. Le titre fait suite à Monster Hunter Freedom, largement basé sur son prédécesseur Monster Hunter 2 sorti sur PlayStation 2, qui n’a jamais été publié hors du Japon.
Le jeu connait une version améliorée dans une seconde édition nommée Monster Hunter Freedom Unite en 2008.

## Système de jeu
La plupart des quêtes dans Monster Hunter Freedom 2 impliquent tuer un ou deux monstres du type Boss. Les petites quêtes au début impliquent la collecte d'objets et la chasse de petites créatures.
Les quêtes sont généralement divisées en trois niveaux de difficulté: ceux du chef de village, connu sous le nom des quêtes «anciennes», ceux des chasseurs de rangs inférieurs (HR3 ou inférieur) de la guilde, ceux pour les chasseurs qui ont obtenu des rangs supérieurs (HR4 ou au-dessus), également de la guilde et les quêtes de chasse aux Trésors proposées par Treshi le chasseur de Trésor. Les chasseurs peuvent toujours accepter des quêtes qui sont disponibles pour le même ou moins rang, mais ne peuvent pas prendre des quêtes ou rejoindre des quêtes initiées par d'autres joueurs de rangs plus hauts, sauf s'ils ont le rang nécessaire (par exemple, si un joueur HR5 lance une quête qui requiert un HR de 4 les HRs de 4, 5 et 6 peuvent se joindre, alors que les HRs 1, 2 et 3 ne le peuvent pas). Il y a aussi des quêtes offertes par l’école d’entraînement du village. Celles-ci ne nécessitent pas d'objets ni de l'équipement: l’équipement est pré-fait et l'ensemble d'objets est fourni pour chaque quête. Les quêtes de chasse aux Trésors sont des quêtes de collecte d’objets rares que le joueur ne peut pas conserver, mais des points équivalents à leurs valeurs sont ajoutés au score final, pour lesquels le joueur est récompensé.
Les quêtes qui sont prises du village ancien sont des quêtes spécifiques à un seul joueur, alors ils sont aussi parfois considérés comme des quêtes de rangs «inférieurs». Les monstres dans ces quêtes sont affaiblis en termes de points de vie pour répondre à une quête pour chasseur solitaire, mais ils n'offrent que des matériaux de base qui ne peuvent créer que des armes de faibles raretés.
Les quêtes de rangs inférieures de la guilde offrent les mêmes matériaux que les quêtes anciennes, mais elles permettent un maximum de 4 chasseurs via ad-hoc ou XLink Kai. Les monstres ont légèrement augmenté de points de vie dans ce type de quêtes.
Les quêtes de rangs supérieurs sont considérées comme les plus difficiles dans le jeu, et sont l'équivalent des missions des rangs «G» dans Monster Hunter Freedom et Monster Hunter G. Outre que l’augmentation considérable de leurs points de vie, les monstres ont augmenté de dégâts et peuvent faire de nouveaux gestes offensifs, ce qui les rend plus difficiles à vaincre. Beaucoup des matériaux les plus rares ne peuvent être trouvées que dans ce type de quêtes. Ces matériaux rares peuvent être utilisés pour créer des équipements assez rares et puissants pour tuer les monstres plus facilement, mais en retour, le joueur commencera la quête dans une zone aléatoire et les fournitures ne seront pas livrées avant l’initialisation de la quête.
Les quêtes téléchargeables fournissent souvent des matériaux spéciaux qui peuvent créer des équipements bonus ne pouvant pas être créés autrement.

## Armes
Monster Hunter Freedom 2 a les mêmes types d'armes que Monster Hunter Freedom, avec quatre autres nouvelles armes pour la saga Freedom, :  l’épée longue, le lanceflingue, le cor de chasse et l’arc. Chaque classe d’arme a son propre sens unique à elle, chacune est complètement différent de l'autre. Chaque classe d’arme regroupe autour de 40 à 50 armes différentes allant de 1 à 8 raretés, 8 étant la plus élevée. Une autre caractéristique qui attribue à la quantité de dégâts infligés est le Tranchant. Le Tranchant comporte de nombreux niveaux, le rouge étant le pire et le violet étant le meilleur. (Le Tranchant du pire au meilleur: rouge, orangé, jaune, vert, bleu, blanc et violet). Beaucoup d'armes ont des éléments qui font plus de dommages à certains monstres et moins à d'autres. Ces éléments comprennent: feu, eau, glace, foudre, et dragon. D'autres armes ont des éléments secondaires, qui comprennent le poison, le sommeil et la paralysie.
Une arme peut posséder les deux types d’éléments ensembles.

## Réception
En 31 mars 2008, 2.150.000 exemplaires du jeu ont été vendus, selon Capcom. Le 9 juillet 2008, 1.701.980 exemplaires du jeu ont été vendus au Japon, selon Famitsu. Le 4 janvier 2009, la réédition de Monster Hunter Portable 2d G en vertu de la «meilleure marque», a vendu 271 000 exemplaires au Japon. Monster Hunter Portable 2d G est le jeu le plus vendu au Japon en 2008, la vente de 2.452.111 cette année, contre d'autres titres majeurs tels que Pokémon Platinum et Wii Fit.
La réaction des critiques a été mitigée, avec GameSpot donnant au jeu 5.0 et IGN lui donnant  8.3. Selon les critiques, les points forts comprennent la personnalisation des personnages et les graphismes. Les points négatifs sont le gameplay répétitif et le système de combat, qui est un point de discorde populaires entre ceux qui aiment et ceux qui n'aiment pas le jeu.

## Freedom Unite

Logo de Monster Hunter Freedom Unite

Monster Hunter Freedom Unite est l'adaptation occidentale de Monster Hunter Portable 2nd G sur PlayStation Portable développé par Capcom Production Studio 1 et édité par Capcom sorti en 2008 au Japon.
Comme tous les opus de la série Monster Hunter, le joueur incarne un chasseur de monstres, le but étant de traquer et de tuer les bêtes peuplant le monde imaginaire de Gardemine afin de récupérer de précieux composants nécessaires à l'élaboration de nouveaux équipements.
Le jeu est ensuite sorti le 23 juin 2009 aux États-Unis et le 26 juin 2009 en Europe.